# 596
Năm 596 là một năm trong lịch Julius.